# Chaetomella cinnamomea
Chaetomella cinnamomea är en svampart som först beskrevs av Thirum. & P.N. Mathur, och fick sitt nu gällande namn av Franz Petrak 1965. Chaetomella cinnamomea ingår i släktet Chaetomella, klassen Leotiomycetes, divisionen sporsäcksvampar och riket svampar.   Inga underarter finns listade i Catalogue of Life.